# 레이몬드 프렌즈

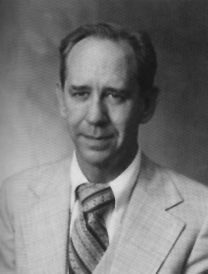

레이몬드 빅터 프렌즈(Raymond Victor Franz, 1922년 5월 8일 – 2010년 6월 2일)는 1971년 10월 20일부터 1980년 5월 22일까지 여호와의 증인 통치체 성원이었다. 그는 워치타워 조직의 본부에서 15년을 봉사하였다.(1965 - 1980년)프렌즈는 1914년에 의문을 제기하였고 통치체에서 해임되었다. 그 후 배교로 제명되었다.

## 워치타워 경력
프렌즈는 1922년 출생하였다. 그의 삼촌인 프레드릭 프렌즈는 이 종교의 발전과 교리에 지대한 영향을 미친 4대 협회장이다. 그의 아버지는 성서 연구생 운동에 참여하였고(여호와의 증인 전신으로써 별도의 발전 역사를 가지고 있다.),1913년에 침례를 받았다. 레이몬드는 1938년에 여호와의 증인에 참여하였고, 1939년에 침례를 받았다.
1944년에 프렌즈는 이 종교의 선교인 양성학교인 길르앗을 졸업하였고,[6] 일정기간 미국 순회구를 여행하는 감독자로써 지낸 이후에,1946년에 프에르토리코 선교사로 임명되었다. 프렌즈는 캐리비안 지부 대표가 되었고, 버진 아일랜드와 도미니카 공화국을 순회하였다.1957년에 도미니카 공화국에서 여호와의 증인의 금지령이 내려질 때까지 계속하였다.[7] 프렌즈는 37세에 신시아 자매와 결혼하였다. 그녀는 선교활동에 동참하였다. 둘은 모두 1961년에 도미니카 공화국으로 돌아와 4년을 더 활동한 후, 뉴욕 브룩클린에 위치한 워치타워 본부로 전임되었다.[8]
프렌즈 조직의 집필부에서 일하였으며 여호와의 증인 최초의 백과사전인 '성서 이해를 위한 보조서'를 공동 집필하였다.1971년 그는 통치체 성원으로 임명되었다.

## 추방
1980년 프렌즈와 그의 아내는 건강상의 이유를 핑계로 브룩클린 본부를 떠나서 알라바마로 이주하였다. 그곳에서 그는 동료 증인들의 사유지에서 노동자로 일하였다.  1981년에 프렌즈는 배교로 제명되었다.

## 사망
2010년 6월 2일 향년 88세로 사망하였다. 사인은 뇌출혈이었다.

## 전기
- Beverley, James A. (1986). 《Crisis of Allegiance》. Burlington, Ontario: Welch Publishing Company. ISBN 0-920413-37-4.
- Botting, Heather; Botting, Gary (1984). 《The Orwellian World of Jehovah's Witnesses》. University of Toronto Press. ISBN 0-8020-6545-7.
- Franz, Raymond (2002). 《Crisis of Conscience》. Commentary Press. ISBN 0-914675-23-0.
- Penton, M. J. (1997). 《Apocalypse Delayed》 2판. University of Toronto Press. ISBN 0-8020-7973-3.
- Rogerson, Alan (1969). 《Millions Now Living Will Never Die: A Study of Jehovah's Witnesses》. Constable & Co, London. ISBN 09-455940-6 |isbn= 값 확인 필요: length (도움말).